# Carodista
Carodista är ett släkte av fjärilar. Carodista ingår i familjen Lecithoceridae.
Kladogram enligt Catalogue of Life:
| Carodista | \| \| Carodista afghana \| \| \| \| \| \| Carodista flagitiosa \| \| \| \| |
|           | \| \| Carodista afghana \| \| \| \| \| \| Carodista flagitiosa \| \| \| \| |
|           | Carodista afghana                                                          |
|           |                                                                            |
|           | Carodista flagitiosa                                                       |
|           |                                                                            |